# Region Plessur
Region Plessur (niem. Region Plessur) – jednostka administracyjna w Szwajcarii, w kantonie Gryzonia. Powstała 1 stycznia 2016. Powierzchnia regionu wynosi 285,30 km², zamieszkany jest przez 43 614 osób (31 grudnia 2022). Siedziba administracyjna regionu znajduje się w mieście Chur. 

## Gminy
W skład regionu wchodzą cztery gminy: 
| Gminy regionu Plessur | Gminy regionu Plessur | Gminy regionu Plessur     | Gminy regionu Plessur | Gminy regionu Plessur |
| Herb                  | Nazwa gminy           | Ludność (31 grudnia 2020) | Powierzchnia km²      |                       |
| --------------------- | --------------------- | ------------------------- | --------------------- | --------------------- |
| Arosa                 | Arosa                 | 3 162                     | 154,79                |                       |
| Chur                  | Chur                  | 37 424                    | 54,24                 |                       |
| Churwalden            | Churwalden            | 1 936                     | 48,53                 |                       |
| Tschiertschen-Praden  | Tschiertschen-Praden  | 300                       | 27,74                 |                       |

## Zmiany administracyjne
- 1 stycznia 2008
  - utworzenie gminy St. Peter-Pagig z gmin St. Peter i Pagig
- 1 stycznia 2009
  - utworzenie gminy Tschiertschen-Praden z gmin Tschiertschen i Praden
- 1 stycznia 2010
  - przyłączenie gmin Malix i Parpan do gminy Churwalden
- 1 stycznia 2013
  - przyłączenie gmin Calfreisen, Castiel, Langwies, Lüen, Molinis, Peist i St. Peter-Pagig do gminy Arosa
- 1 stycznia 2020
  - przyłączenia gminy Maladers do miasta Chur
- 1 stycznia 2021
  - przyłączenia gminy Haldenstein do miasta Chur